# (26182) 1996 HW8
A (26182) 1996 HW8 a Naprendszer kisbolygóövében található aszteroida. Eric Walter Elst fedezte fel 1996. április 17-én.